# Campeonato regional de fútbol de Sal 2016-17
El campeonato regional de Sal 2016-17 se juega en la isla de Sal. Empezó el 14 de enero de 2017. El torneo lo organiza la asociación regional de fútbol de Sal (ARFS). El Académico do Aeroporto es el equipo defensor del título.

## Sistema de competición
El campeonato es disputado por ocho equipos y se juega a 14 jornadas en formato de ida y vuelta, en formato de liga. El orden de los encuentros se decide por sorteo antes de empezar la competición. La clasificación final se establece teniendo en cuenta los puntos obtenidos en cada enfrentamiento, a razón de tres por partido ganado, uno por empate y ninguno en caso de derrota.
Si al finalizar el campeonato dos equipos igualan a puntos, los mecanismos para desempatar la clasificación son los siguientes:
- El que tiene una mayor diferencia entre goles a favor y en contra en los enfrentamientos entre ambos.
- Si persiste el empate, se tiene en cuenta la diferencia de goles a favor y en contra en todos los encuentros del campeonato.

Las plazas que deja el equipo descendido del ASGUI, es ocupada por el ascendido Gaviões. Los partidos se disputan en el estadio Marcelo Leitão situado en Espargos.
El campeón gana una plaza para disputar el campeonato caboverdiano de fútbol 2017, y el que termina en la última posición desciende a la segunda división, y el campeón de la segunda división asciende a primer escalón.

## Equipos participantes
| Primera División - Académica do Sal - Académico do Aeroporto - Futebol Clube Juventude - Florença - Gaviões - Palmeira - Santa Maria - Verdun | Segunda división - ASGUI - Chã de Matias - JURF - Nova Geração - Pretória |

## Tabla de posiciones
|                                           | Equipo                  | PJ | PG | PE | PP | GF | GC | DG  | PTS |
| ----------------------------------------- | ----------------------- | -- | -- | -- | -- | -- | -- | --- | --- |
| 1                                         | Académico do Aeroporto  | 14 | 10 | 1  | 3  | 29 | 12 | +17 | 31  |
| 2                                         | Santa Maria             | 14 | 9  | 2  | 3  | 40 | 17 | +23 | 29  |
| 3                                         | Futebol Clube Juventude | 14 | 9  | 2  | 3  | 30 | 14 | +16 | 29  |
| 4                                         | Académica do Sal        | 14 | 6  | 4  | 4  | 18 | 17 | +1  | 22  |
| 5                                         | Florença                | 14 | 5  | 3  | 6  | 14 | 23 | -9  | 18  |
| 6                                         | Palmeira                | 14 | 4  | 3  | 7  | 12 | 20 | -8  | 15  |
| 7                                         | Gaviões                 | 14 | 2  | 3  | 9  | 9  | 30 | -21 | 9   |
| 8                                         | Verdun (D)              | 14 | 0  | 4  | 10 | 5  | 24 | -19 | 4   |
| Última actualización: 23 de abril de 2017 |                         |    |    |    |    |    |    |     |     |

|  | Clasificado para el campeonato caboverdiano de fútbol 2017. |
|  | Descendido a segunda división de Sal.                       |

(C) Campeón
(D) Descendido

## Resultados
| Verdun                                                                                       | 0 - 2    | Académica Sal       | Marcelo Leitão | 14 de enero | 14:00 |
| Florença                                                                                     | 2 - 3    | Santa Maria         | Marcelo Leitão | 14 de enero | 16:00 |
| Juventude                                                                                    | 3 - 0 n1 | Gaviões             | Marcelo Leitão | 15 de enero | 14:00 |
| Palmeira                                                                                     | 1 - 2    | Académico Aeroporto | Marcelo Leitão | 15 de enero | 16:00 |
| Nota 1: El partido finalizó 4-4, y se le dio por perdido al Gaviões por alineación indebida. |          |                     |                |             |       |

| Gaviões             | 0 - 1 | Palmeira  | Marcelo Leitão | 21 de enero | 14:00 |
| Académico Aeroporto | 1 - 2 | Juventude | Marcelo Leitão | 21 de enero | 16:00 |
| Santa Maria         | 3 - 0 | Verdun    | Marcelo Leitão | 22 de enero | 14:00 |
| Académica Sal       | 0 - 0 | Florença  | Marcelo Leitão | 22 de enero | 16:00 |

| Florença      | 2 - 0 | Verdun              | Marcelo Leitão | 28 de enero | 14:00 |
| Académica Sal | 3 - 3 | Santa Maria         | Marcelo Leitão | 28 de enero | 16:00 |
| Palmeira      | 0 - 0 | Juventude           | Marcelo Leitão | 29 de enero | 14:00 |
| Gaviões       | 0 - 2 | Académico Aeroporto | Marcelo Leitão | 29 de enero | 16:00 |

| Gaviões     | 1 - 0 | Académica Sal       | Marcelo Leitão | 4 de febrero | 14:00 |
| Santa Maria | 3 - 1 | Académico Aeroporto | Marcelo Leitão | 4 de febrero | 16:00 |
| Palmeira    | 3 - 2 | Florença            | Marcelo Leitão | 5 de febrero | 14:00 |
| Juventude   | 2 - 0 | Verdun              | Marcelo Leitão | 5 de febrero | 16:00 |

| Académica Sal | 0 - 2 | Académico Aeroporto | Marcelo Leitão | 11 de febrero | 14:00 |
| Florença      | 3 - 1 | Gaviões             | Marcelo Leitão | 11 de febrero | 16:00 |
| Santa Maria   | 2 - 1 | Juventude           | Marcelo Leitão | 12 de febrero | 14:00 |
| Verdun        | 0 - 0 | Palmeira            | Marcelo Leitão | 12 de febrero | 16:00 |

| Académico Aeroporto | 2 - 0 | Florença      | Marcelo Leitão | 18 de febrero | 14:00 |
| Palmeira            | 0 - 3 | Santa Maria   | Marcelo Leitão | 18 de febrero | 16:00 |
| Juventude           | 2 - 3 | Académica Sal | Marcelo Leitão | 19 de febrero | 14:00 |
| Gaviões             | 0 - 0 | Verdun        | Marcelo Leitão | 19 de febrero | 16:00 |

| Santa Maria   | 0 - 2 | Gaviões             | Marcelo Leitão | 4 de marzo | 14:00 |
| Florença      | 2 - 1 | Juventude           | Marcelo Leitão | 4 de marzo | 16:00 |
| Verdun        | 0 - 2 | Académico Aeroporto | Marcelo Leitão | 5 de marzo | 14:00 |
| Académica Sal | 1 - 0 | Palmeira            | Marcelo Leitão | 5 de marzo | 16:00 |

| Académico Aeroporto | 3 - 1 | Palmeira  | Marcelo Leitão | 11 de marzo | 14:00 |
| Gaviões             | 0 - 2 | Juventude | Marcelo Leitão | 11 de marzo | 16:00 |
| Santa Maria         | 3 - 0 | Florença  | Marcelo Leitão | 12 de marzo | 14:00 |
| Académica Sal       | 1 - 1 | Verdun    | Marcelo Leitão | 12 de marzo | 16:00 |

| Florença  | 0 - 0 | Académica Sal       | Marcelo Leitão | 25 de marzo | 14:00 |
| Verdun    | 0 - 3 | Santa Maria         | Marcelo Leitão | 25 de marzo | 16:00 |
| Juventude | 1 - 0 | Académico Aeroporto | Marcelo Leitão | 26 de marzo | 14:00 |
| Palmeira  | 1 - 0 | Gaviões             | Marcelo Leitão | 26 de marzo | 16:00 |

| Juventude           | 2 - 2 | Palmeira      | Marcelo Leitão | 1 de abril | 14:00 |
| Académico Aeroporto | 4 - 1 | Gaviões       | Marcelo Leitão | 1 de abril | 16:00 |
| Santa Maria         | 1 - 2 | Académica Sal | Marcelo Leitão | 2 de abril | 14:00 |
| Verdun              | 0 - 1 | Florença      | Marcelo Leitão | 2 de abril | 16:00 |

| Verdun              | 2 - 4 | Juventude   | Marcelo Leitão | 8 de abril | 14:00 |
| Florença            | 1 - 0 | Palmeira    | Marcelo Leitão | 8 de abril | 16:00 |
| Académico Aeroporto | 2 - 2 | Santa Maria | Marcelo Leitão | 9 de abril | 14:00 |
| Académica Sal       | 2 - 1 | Gaviões     | Marcelo Leitão | 9 de abril | 16:00 |

| Palmeira            | 2 - 1 | Verdun        | Marcelo Leitão | 14 de abril | 18:00 |
| Juventude           | 2 - 1 | Santa Maria   | Marcelo Leitão | 14 de abril | 20:00 |
| Gaviões             | 1 - 1 | Florença      | Marcelo Leitão | 15 de abril | 14:00 |
| Académico Aeroporto | 3 - 1 | Académica Sal | Marcelo Leitão | 15 de abril | 16:00 |

| Verdun        | 1 - 1 | Gaviões             | Marcelo Leitão | 22 de abril | 14:00 |
| Académica Sal | 1 - 3 | Juventude           | Marcelo Leitão | 22 de abril | 16:00 |
| Santa Maria   | 3 - 1 | Palmeira            | Marcelo Leitão | 23 de abril | 14:00 |
| Florença      | 0 - 4 | Académico Aeroporto | Marcelo Leitão | 23 de abril | 16:00 |

| Palmeira            | 0 - 2  | Académica Sal | Marcelo Leitão | 29 de abril | 14:00 |
| Académico Aeroporto | 1 - 0  | Verdun        | Marcelo Leitão | 29 de abril | 16:00 |
| Juventude           | 5 - 0  | Florença      | Marcelo Leitão | 30 de abril | 14:00 |
| Gaviões             | 1 - 10 | Santa Maria   | Marcelo Leitão | 30 de abril | 16:00 |

### Evolución de las posiciones
| Equipo / Jornada        | 01 | 02 | 03 | 04 | 05 | 06 | 07 | 08 | 09 | 10 | 11 | 12 | 13 | 14 |
| ----------------------- | -- | -- | -- | -- | -- | -- | -- | -- | -- | -- | -- | -- | -- | -- |
| Académica do Sal        | 1  | 2  | 3  | 5  | 6  | 4  | 3  | 4  | 4  | 4  | 4  | 4  | 4  | 4  |
| Académico do Aeroporto  | 3  | 4  | 2  | 4  | 2  | 2  | 2  | 2  | 2  | 2  | 2  | 1  | 1  | 1  |
| Florença                | 6  | 7  | 5  | 6  | 5  | 6  | 4  | 5  | 5  | 5  | 5  | 5  | 5  | 5  |
| Gaviões                 | 5  | 6  | 7  | 7  | 7  | 7  | 6  | 7  | 7  | 7  | 7  | 7  | 7  | 7  |
| Futebol Clube Juventude | 4  | 3  | 4  | 2  | 3  | 3  | 5  | 3  | 3  | 3  | 3  | 3  | 3  | 3  |
| Palmeira                | 7  | 5  | 6  | 3  | 4  | 5  | 7  | 6  | 6  | 6  | 6  | 6  | 6  | 6  |
| Santa Maria             | 2  | 1  | 1  | 1  | 1  | 1  | 1  | 1  | 1  | 1  | 1  | 2  | 2  | 2  |
| Verdun                  | 8  | 8  | 8  | 8  | 8  | 8  | 8  | 8  | 8  | 8  | 8  | 8  | 8  | 8  |

| Campeón Académico do Aeroporto 14.o título |

## Estadísticas
- Mayor goleada: Gaviões 1 - 10 Santa Maria (30 de abril)
- Partido con más goles: Gaviões 1 - 10 Santa Maria (30 de abril)
- Mejor racha ganadora: Académico Aeroporto; 4 jornadas (jornada 5 a 8) y Juventude ; 4 jornadas (jornada 11 a 14)
- Mejor racha invicta: Juventude; 7 jornadas (jornada 8 a 14)
- Mejor racha marcando: Juventude; 11 jornadas (jornada 4 a 14)
- Mejores racha imbatida: Académico Aeroporto ; 3 jornadas (jornada 5 a 7) y Florença; 3 jornadas (jornada 9 a 11)